# Pyrenopeziza tini
Pyrenopeziza tini är en svampart som först beskrevs av Duby, och fick sitt nu gällande namn av John Axel Nannfeldt 1932. Pyrenopeziza tini ingår i släktet Pyrenopeziza, ordningen disksvampar, klassen Leotiomycetes, divisionen sporsäcksvampar och riket svampar.   Inga underarter finns listade i Catalogue of Life.